# Gangsters – The Essex Boys
Gangsters – The Essex Boys ist ein britischer Gangsterfilm von Terry Winsor aus dem Jahr 2000. Der Film basiert auf dem Dreifachmord von Rettendon.

## Handlung
Taxifahrer Billy Reynolds wird von John Dyke angeheuert, um dubiose Gestalten aus der englischen Unterwelt in Essex herumzufahren. Bei einer Fahrt mit dem gerade aus dem Gefängnis entlassenen Jason Locke bewährt sich Reynolds und wird von Locke abgeworben. Doch Locke gebärt sich als Soziopath, der nicht nur seine Frau Lisa verprügelt, sondern Probleme magisch anzieht. Billy gewinnt zwar das Vertrauen von Lisa, doch diese spielt nur mit ihm. Zusammen mit seinen beiden Freunden will Jason ein Stück vom florierenden Ecstasy-Markt abbekommen und setzt Dyke unter Druck. Dieser willigt schließlich ein. Doch das Zeug, das er ihnen anbietet, ist schlecht. Nicht nur landen viele Konsumenten im Krankenhaus; Jason tötet im Suff auch eine Prostituierte, die Billy für ihn entsorgen muss.
Jason gerät daraufhin mit Dyke aneinander. In Todesangst verspricht er ihnen einen letzten Deal, der allen genug Geld einbringen soll, damit sie nie wieder etwas miteinander zu tun haben müssen. Jason beschließt jedoch Dyke nach dem Deal umzulegen. Was er nicht weiß: Dyke hat zwischenzeitlich eine Affäre mit Lisa angefangen und seinerseits Verbündete gefunden, die ihm helfen. Er kommt Jason zuvor, erschießt ihn und seine beiden Komplizen. Billy lässt er laufen.
Als am nächsten Tag die Polizei bei Lisa auftaucht, ist auch Billy zugegen. Beide beteuern nichts mit dem Mord zu tun zu haben. Doch Dyke reicht dies nicht, er bedroht Billy auf seinem Anwesen mit einem ausgehobenen Grab. Billy beschließt mit Lisa die Kontrolle des Drogenmarkts zu übernehmen, doch Dyke kommt ihnen auf die Schliche. Er stellt ihm eine Falle, doch nach einer Schießerei kann Billy mit einer großen Menge an Drogen verschwinden. Er trifft sich mit Lisa in einem Motel. Als er ein Bad nimmt, entschwindet Lisa und überlässt ihn der Polizei. Billy wird zum Kronzeugen und belastet daraufhin Dyke und seine Verbündeten. Lisa hat damit den Drogenmarkt an sich gerissen.

## Hintergrund
Gangsters – The Essex Boys wurde an Originalschauplätzen in Essex gedreht. Der Film hatte seine Premiere im Vereinigten Königreich am 16. Juli 2000 und wurde am Startwochenende in 54 Kinos gezeigt. Insgesamt spielte er 441.128 britische Pfund ein. In Deutschland hatte der Film seine DVD-Premiere 2009 als Gangsters – The Essex Boys und wurde später auch unter dem Titel The Hooligan Gangsters – Essex Boys vermarktet.
Filme, die ebenfalls auf dem Dreifachmord von Rettendon beruhen, erschienen 2007 mit Rise of the Footsoldier und 2010 mit Footsoldier 2.

## Kritik
Wie viele britische Gangsterfilme ist der Film stark von GoodFellas – Drei Jahrzehnte in der Mafia inspiriert. Vielen Kritikern erschien er etwas unentschlossen. Hervorgehoben wurde jedoch die gute schauspielerische Leistung, insbesondere von Sean Bean.

„Harter Gangsterfilm der neuen britischen Schule; der junge Nachwuchsgangster kommentiert die trostlose Geschichte und ihre Bilder aus dem Off.“